# Chagbhavi, Manvi
Chagbhavi là một làng thuộc tehsil Manvi, huyện Raichur, bang Karnataka, Ấn Độ.